# Bambili
Bambili est une localité du Cameroun, située dans l'arrondissement (commune) de Tubah, le département du Mezam et la Région du Nord-Ouest. C'est aussi le siège d'une chefferie traditionnelle de 2e degré.

## Population
Lors du recensement de 2005, on a dénombré 5 841 habitants à Bambili proprement dit et 7 418 dans le canton du même nom.
On y parle notamment le bambili-bambui, une langue des Grassfields.

## Infrastructures
Bambili abrite une annexe de l'École normale supérieure de Yaoundé.

### Filmographie
- Femmes et hommes en milieu rural camerounais : rôles, tâches et responsabilités , film documentaire de Margaret Fombe Fube, 1995, 26 min (tourné à Bambili et Akum)